# Dedrad
Dedrad – wieś w Rumunii, w okręgu Marusza, w gminie Batoș. W 2011 roku liczyła 1497 mieszkańców.